# 国府村立富士小学校
国府村立富士小学校 （こくふそんりつ ふじしょうがっこう）は、かつて岐阜県吉城郡国府村（後の国府町。現・高山市）に存在した公立小学校。
校名は、船山の別名「飛騨富士」に由来するという。

## 概要
- 1961年、国府小学校に統合され廃校。
- 校舎は1962年3月迄、国府小学校富士分教室として使用された。

## 沿革
- 1874年（明治7年）4月 - 広瀬学校から分離し、金桶学校として開校。村山村、糠塚村、金桶村、名張村、瓜巣村の児童が通学。
- 1876年（明治9年）1月 - 新築移転。
- 1886年（明治19年） - 国府第二尋常小学校に改称する。宇津江簡易科小学校を統合し、大字宇津江が校区に加わる[1][2]。
- 1890年（明治23年）10月 -宇津江地区が独立し、宇津江尋常小学校が開校[3]。
- 1901年（明治34年） - 校舎を改築。
- 1926年（大正15年）7月 - 農業青年訓練所を併設する。
- 1927年（昭和2年）10月 - 校舎を移築する。
- 1941年（昭和16年）4月1日 - 金桶国民学校に改称する。
- 1947年（昭和22年）4月1日 - 国府村立富士小学校に改称する。
- 1961年（昭和36年）3月31日 - 国府小学校に統合され、廃校。